# 文雀 (乐队)
文雀是一支成立于 2008 年底的乐队。起初乐队有吉他手阎帅跟贝司手李羽，吉他手郭峰加入后于2010年2月1日发行了《First EP》。
乐队于2012年12月7日在 1724 唱片 下发行了首张专辑《彩虹山》。

## 音乐风格
后摇滚，Instrumental, 及民谣。基本没有歌词。

## 录音作品目录

### single
- 《大雁》 （2015年）

### EP
- 《First EP》（2010年）
- 《看风景的人》（2015年）
- 《彩虹山》（2012年）

### 参与专辑
- 《LIGHT FOR JAPAN》（2011年）
- 《Beijing Post-Rock》（2012年）